# Alfarería en la provincia de Gerona

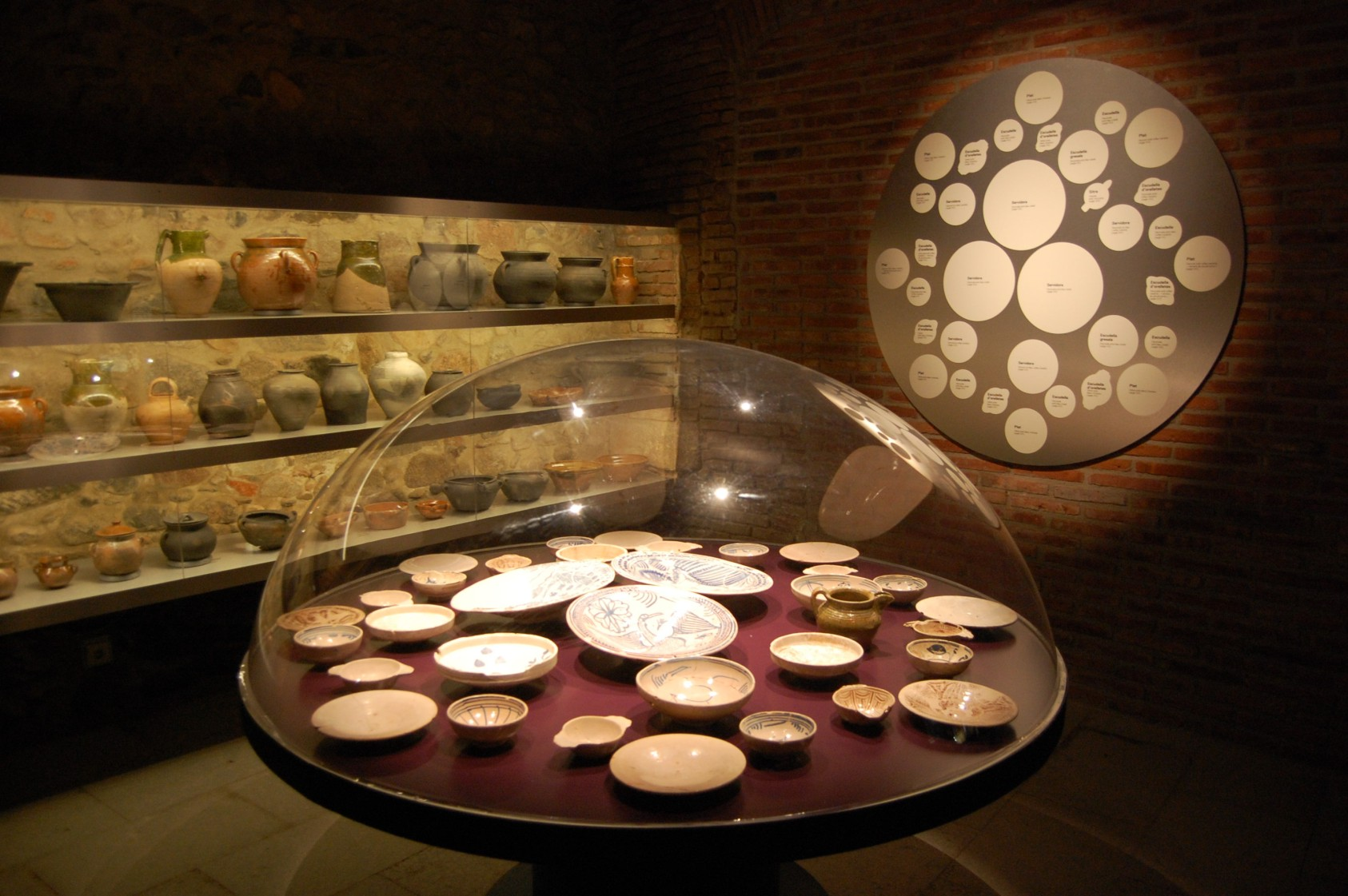
Instalaciones de alfarería popular y cerámica histórica en el Museo Etnológico del Montseny.

La alfarería en la provincia de Gerona (España), más allá de los precedentes arqueológicos datados con anterioridad a la romanización, reúne el legado de los “terrisers” y “cantarers” de la alta Cataluña, y su relación con el vecino Rosellón; obra artesana e industrial conservada en centros institucionales como el Museo de Alfarería de Quart y el Museo Etnológico del Montseny. A partir de estudios generales y trabajos de campo realizados en el siglo xx por etnógrafos como Natacha Seseña,, José Corredor Matheos o Emilio Sempere, todo ello se documentaba ya a partir del siglo xviii en el Catastro de Ensenada (1752) y en las Memorias políticas y económicas de Eugenio Larruga (1792), así como en el siglo xix en el Diccionario geográfico-estadístico-histórico (1846-1850) de Pascual Madoz.

## Focos alfareros

### Breda
Anota Seseña que Breda debería apellidarse “de las cazuelas” por haber sido el foco alfarero español con mayor producción de cazuelas y vasijas para el fuego, como avalan documentalmente los 144 olleros censados en el siglo xviii, y que aún en 1982 se conservasen 1982 obradores, y una cooperativa de ceramistas creada en la década de 1970, con exportaciones a países como Francia, Holanda o Dinamarca, además de surtir de pasta cerámica a gran parte del mercado español, a pesar de la competencia que supuso el desarrollo de otros focos alfareros nacionales importantes, como los de Arrabal de Portillo o Navarrete.
Los primeros alfares de Breda se citan en 1583. Ya en 1705 quedaron regidos por la cofradía de San Hipólito, que en 1769 obtiene permiso para vender su producción en Barcelona y que en 1777 se constituyen en gremio por decreto real. Seseña añade a la actividad de la zona los alfares el vecino barrio de Sant Jaume. Además de la industria cazuelera, se fabricaron ollas, “cocotes y cremadores”.

### La Bisbal
Con gremio activo desde el siglo xvii, La Bisbal fue el centro más importante del foco alfarero ampurdanés,, tradición que se continuá en la Escuela de Cerámica de la localidad, promovida por el alfarero Díaz-Costa en los años posteriores a la guerra civil española. El foco ha conservado bastantes modelos originales a pesar de la evolución turística, así, por ejemplo los platos de payés con una línea blanca en espiral, los “cullerers”, o botijería singular como el “barral” o el “doll”; aunque también ha generado innovaciones, como los platos decorados con un pez, motivo aparecido en la década de 1960. También ha evolucionado o variado el vidriado de las piezas, ampliando la gama del antiguo rojo-verde-amarillo o el jaspeado blanqui-verde.
Es uno de los grandes centros productores de vajilla y azulejería de Cataluña.

### Quart
Tradicionalmente, el alfarero de Quart ha trabajado con terra fumata (negra) y terra vermella (roja), que aunque en su origen se extraía de un barrero de la zona, desde mediado el siglo xx se ha traído de Breda. La obra roja se usa para piezas de fuego y la negra para alfarería de agua. En Quart, la producción de terra fumata se interrumpió tras la guerra civil española, aunque hacia 1968 fue recuperada por la familia Bonadona. En esa misma década, ante la caída natural del mercado alfarero, se puso de moda una alfarería fantasiosa de gusto kitsch, pintada en frío de un color verde «bronce». Progresivamente la producción volvería a formas más tradicionales. Esta recuperación del sector alfarero se extenció a la fabricación de ladrillos y tejas hechas a mano, demandadas por una arquitectura rural respetuosa.

De los treinta alfares familiares documentados a comienzos del siglo xx, Vossen, Seseña y Köpke referían solo cuatro en 1970. En 2011 permanecían activos cinco alfares de otras tantas sagas alfareras de Quart: los Bonadona, los Marcó, los Mestres, los Prats y los Quintana. Esta continuidad animó la realización anual de la Feria de la alfarería de Quart.

## Alfares desaparecidos
En sus trabajos de campo, Llorens-Artigas y Corredor Matheos dejan constancia de que en 1971 se extinguió el último alfar de Figueras fabricando entre otras piezas el popular doll de Cadaqués (que aun se puede ver en La Bisbal). Sempere incluye además centros desaparecidos en Palafrugell y Bañolas. Por su parte el etnógrafo Violant i Simorra documentó alfares en Olot, Blanes, Ripoll, Besalú o la propia Gerona capital.